# 吉水忠幸
吉水 忠幸（よしみず ただゆき）は、日本の地方公務員、国土交通技官（建設技官）。

## 来歴
1965年、千葉大学園芸学部を卒業する。建設省公園緑地計画課長、東京都西部公園緑地事務所長、東京都建設局公園緑地部長などを歴任した。都市防災美化協会創立時に評議員となる。
2007年、第29回日本公園緑地協会北村賞を受賞した。